# Türkenkleiber

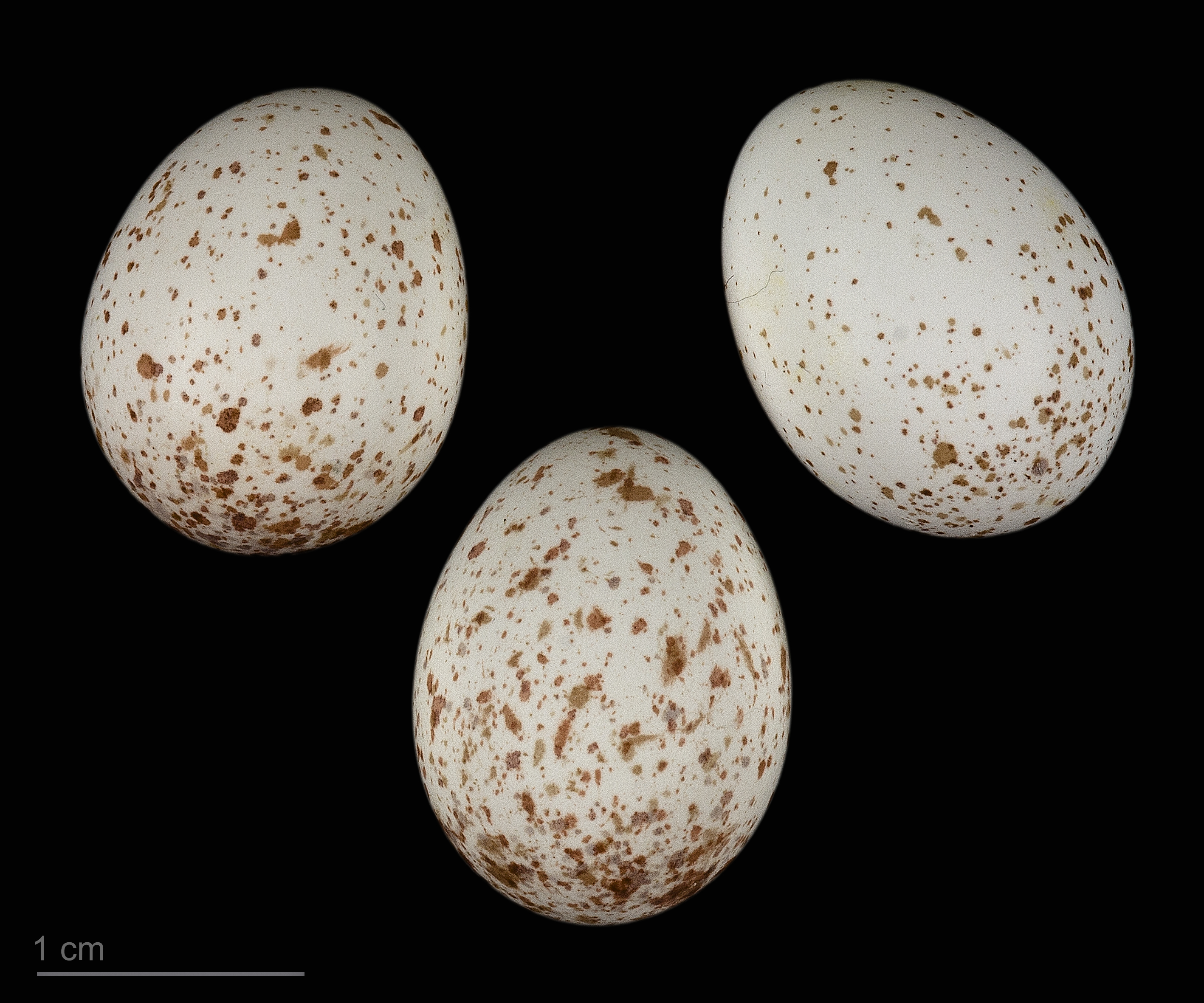
Sitta krueperi, Sammlung Museum von Toulouse

Der Türkenkleiber (Sitta krueperi) ist ein kleinasiatischer Singvogel.

## Merkmale
Der 11,5–12,5 cm lange Türkenkleiber hat einen relativ kleinen Kopf und kurzen Schnabel. Das Gefieder ist oberseits blaugrau gefärbt. Die schmutzig weiße Unterseite kontrastiert mit einem rotbraunen Brustfleck. Am Kopf befinden sich ein weißer Überaugenstreif und ein schwarzes Scheitelfeld, das beim Männchen größer und nach hinten schärfer begrenzt ist als beim Weibchen.
Der Gesang besteht aus einer Reihe schriller, nasaler Töne, die an eine Fahrradhupe oder eine Kindertrompete erinnern.

## Vorkommen
Der Standvogel lebt im Kaukasus, in der Türkei und auf der Insel Lesbos in Wäldern verschiedener Höhenlagen.  Die kalte Jahreszeit verbringt er in tiefer gelegenen Wäldern oder in den Niederungen der Schwarzmeerregion.
Ab Ende April brütet der Türkenkleiber in einer Baumhöhle fünf bis sechs Eier aus.

## Etymologie und Forschungsgeschichte
Die Erstbeschreibung des Türkenkleibers erfolgte 1863 durch August von Pelzeln unter dem wissenschaftlichen Namen Sitta krueperi. Das Typusexemplar stammte aus der Gegend von Smyrna und wurde von Theobald Johannes Krüper (1829–1921) gesammelt. Im Jahr 1758 führte Carl von Linné die Gattung Sitta für den Kleiber
(Sitta europaea Linnaeus, 1758) ein. Das Wort leitet sioch vom griechischen σιττη sittē für „einen Specht gleichen Vogel nach Aristoteles, Callimachus und Hesychios von Alexandria“. Der Artname ist seinem Sammler gewidmet.